# 蜀山奇傅 天空の剣
『蜀山奇傅 天空の剣』（原題：新蜀山劍俠、英題：Zu Warriors from the Magic Mountain）は、1983年の香港映画。還珠楼主の旧派武侠小説『蜀山劍俠傳』を改編し、ワイヤーアクションやSFXを多用したスペクタクルファンタジー作品。
『ゴーストハンターズ』のルーツといわれ、「スター・ウォーズ・シリーズ」のロバート・ブララックがSFXを担当した。1984年の香港電影金像奨では、最優秀アクション振付賞、最優秀女優賞、最優秀アートディレクター賞、最優秀映像編集賞、最優秀作品賞の5部門にノミネート。パリ国際ファンタスティック映画祭では特撮賞を受賞。
日本での公開は1987年4月25日であるが、当初は『スケバン刑事』との併映で、1987年2月14日公開を予定していた。しかし事情で後ろにずれた。

## あらすじ
5世紀の中国は、泰平から程遠く、戦乱が蔓延る荒廃した時代であった。乱世に乗じて魔神は人間界の支配を狙っていた。蜀山に集結した明奇たちは、魔道軍団から民衆を救うため、天空の剣を探す旅に出る。

## キャスト
| 役名                   | 俳優                       | 日本語吹替   |
| 役名                   | 俳優                       | テレビ朝日版 |
| ---------------------- | -------------------------- | ------------ |
| 明奇                   | ユン・ピョウ               | 古谷徹       |
| 一真                   | マン・ホイ                 | 吉村よう     |
| 城から逃れた女         | ムーン・リー               | 折笠愛       |
| 丁引                   | アダム・チェン             | 大塚芳忠     |
| 和尚                   | ダミアン・ラウ             | 江原正士     |
| 城主                   | ブリジット・リン           | 佐々木優子   |
| 長眉道人/太っちょ      | サモ・ハン・キンポー       | 内海賢二     |
| 天刀                   | ノーマン・チュー（徐少強） |              |
| 李亦奇                 | ジュディ・オング           | 鵜飼るみ子   |
| 太っちょと戦う西軍兵士 | ツイ・ハーク               |              |

- テレビ朝日版：初回放送1990年2月3日『ウィークエンドシアター』

## スタッフ
- 監督：ツイ・ハーク
- 製作：レイモンド・チョウ
- 撮影：ビル・ウォン
- 音楽：タン・シュウリン
- 特殊撮影：ロバート・ブララック